# Teucrium heterophyllum
Teucrium heterophyllum és una espècie d'arbust de la família de les Lamiàcies originària de la Macaronèsia i que arriba a mesurar fins a 2 m d'alçada. És un arbust propi dels matollars secs i dels boscos termòfils de les Illes Canàries. Les seves fulles són verdes glauques i piloses, de forma lanceolada a ovada, amb marges carenats, serrats o subenters. Les flors són axil·lars en raïms d'1 a 4, amb la corol·la de rosada a vermella, bialabiada amb el llavi superior molt curt, bífid, i el llavi inferior gairebé enter o trilobulat. Els estams i l'estil són el doble de llargs que la corol·la.
Aquesta espècie té una distribució i variabilitat diversa a les Illes Canàries en funció de l'illa on creix: la subespècie brevipilosum ho fa a Gran Canària, Tenerife, la Gomera i la Palma; i la subespècie hierrense, només a El Hierro. Aquesta, com d'altres espècies a les Illes Canàries, és pol·linitzada per ocells.